# Acis trichophylla
Acis trichophylla, conocida vulgarmente como campanilla de primavera, es una especie perteneciente a la familia de las amarilidáceas. Se distribuye por Portugal, sur de España y Norte de África. Habita a bajas altitudes en pinares costeros, sobre suelos arenosos y secos.

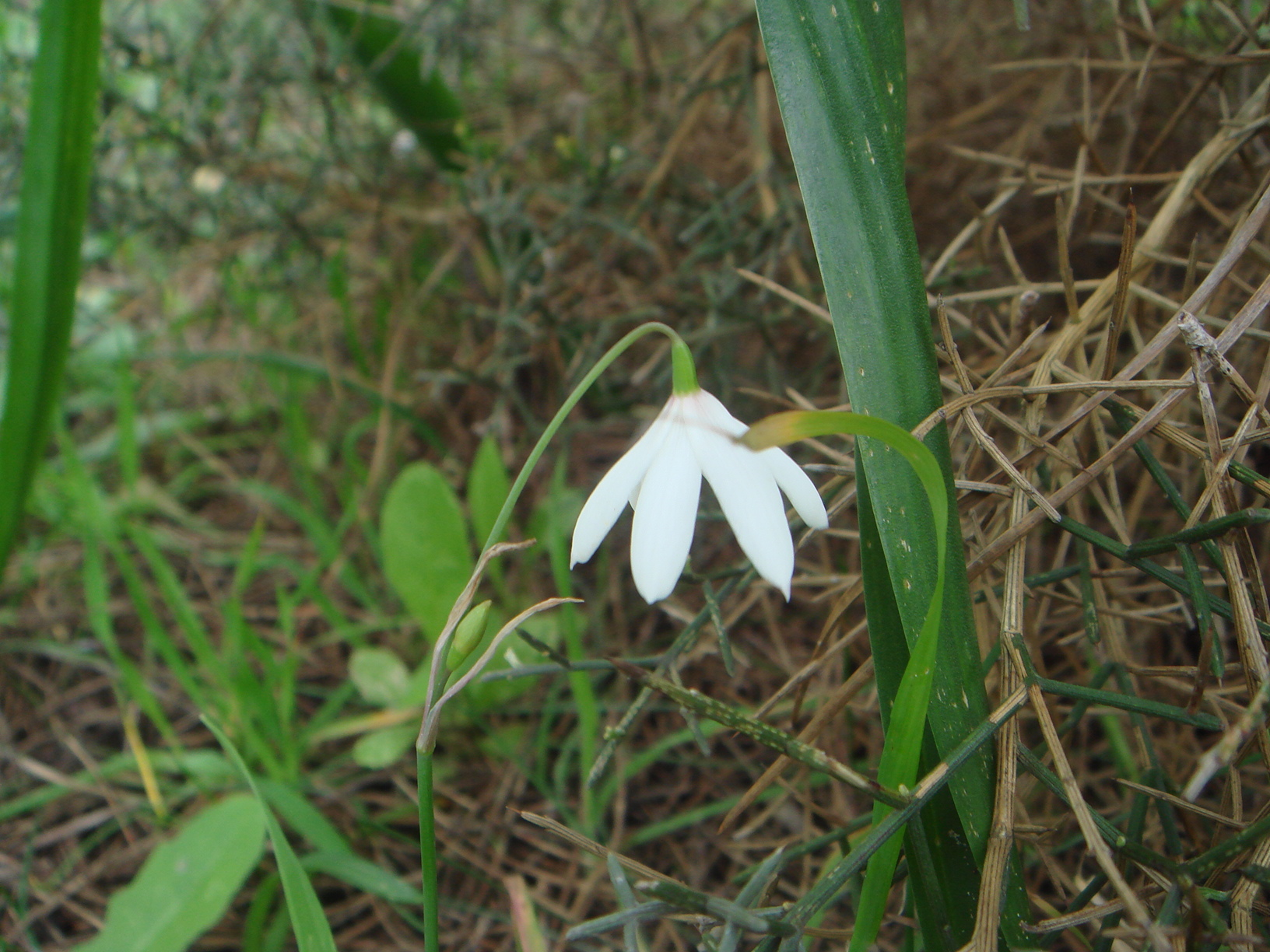
Vista de la planta

## Descripción
Planta bulbosa parecida a Acis autumnalis, pero fácilmente distinguible porque florece desde finales del invierno y en primavera. Las flores son algo más grandes. Hojas lineales a menudo 3 en cada bulbo, desarrolladas durante el período de floración. Flores blancas, campanuladas, anchas en grupos de 2-4, en pedicelos delgados más largos; espatas con 2 valvas. Florece en invierno y primavera.

## Taxonomía
Acis trichophylla fue descrita por (Brot.) G.Don  y publicado en Loudon's Hortus Britannicus. A catalogue . . . 475. 1830.
Sinonimia
- Leucojum trichophyllum Schousb. basónimo
- Leucojum trichophyllum Schousb. subsp. trichophyllum
- Leucojum trichophyllum var. micranthum Gatt. & Maire (1940)
- Leucojum trichophyllum subsp. micranthum (Gatt. & Maire) Maire & Weiller (1960)
- Leucojum grandiflorum DC. (1808)
- Leucojum trichophyllum var. grandiflorum (DC.) Willk. (1886)[4]

## Nombre común
Campanilla de primavera, campanilla de verano, campanilla lusitánica.

## Biografía
- LLEDÒ, M. D., DAVIS A. P., CRESPO M. B., CHASE M. W. & M. F. FAY (2004). Phylogenetic analysis of Leucojum and Galanthus based on plastid matK and nuclear ribosomal spacer (ITS) DNA sequences and morphology. Pl. Syst. Evol. 246: [223-243]